# Delia Reinhardt
Pour les articles homonymes, voir Reinhardt.
Delia Reinhardt, née le 27 août 1947 à Berlin, est une plongeuse est-allemande.

## Biographie
Elle se classe 10e en tremplin à 3 mètres aux Jeux olympiques d'été de 1964 à Tokyo.
Elle remporte une médaille de bronze en tremplin à 3 mètres aux Championnats d'Europe de natation 1966 à Utrecht.